# 监国鲁
监国鲁（1646年—1653年）是南明鲁王朱以海的纪年名称。
据《明史》记载，1645年朱以海在绍兴不奉隆武帝正朔，自称鲁监国，或稱监国鲁，未言建年号，而《南明史》等史書稱其以明年为监国鲁元年。
《罪惟录》载鲁王纪年为监国元年、监国二年，亦是使用监国纪年，用至监国十七年，朱以海在金门去世。钱海岳《南明史·监国鲁王本纪》载监国纪年用至监国鲁八年三月丁卯朔。傅以礼纂《残明大統曆》，將监国五年至八年称作监国后元年至后四年，“后四年三月，鲁王去监国之号，奉表行在”。
然而，傅斯年图书馆藏《大明监国鲁五年大统曆》钞本一卷，可证鲁王并未使用年号。李崇智认为“监国”不是年号，并认可李兆洛《紀元編》引《穉山文集》的庚寅为年号的说法。

## 改元
- 监国鲁元年——正月初一，改元為監國魯元年。[2]

## 大事記
- 監國魯八年——三月，朱以海自去监国之号，向驻跸安龙府的永历帝奉表称臣。[2]

## 紀年農曆對照表
表格中各月的干支即為各月的第1日，「大」表示該月有30日，「小」表示該月有29日，「閏月」表格中的中文數字表示該年為閏某月（比如「三丙寅」裡有中文數字「三」，即表示該行所在年份有閏三月），各月初一底下的數字表示對應的西曆日期。
| 西元   | 干支 | 紀年       | 正月   | 二月   | 三月   | 四月   | 五月   | 六月   | 七月   | 八月   | 九月   | 十月   | 十一月 | 十二月    | 閏月       |
| ------ | ---- | ---------- | ------ | ------ | ------ | ------ | ------ | ------ | ------ | ------ | ------ | ------ | ------ | --------- | ---------- |
| 1646年 | 丙戌 | 監國魯元年 | 己酉小 | 戊寅大 | 戊申小 | 丁丑小 | 丙午大 | 丙子小 | 乙巳小 | 甲戌大 | 甲辰小 | 癸酉大 | 癸卯大 | 癸酉大    |            |
| 1646年 | 丙戌 | 監國魯元年 | 2/16   | 3/17   | 4/16   | 5/15   | 6/13   | 7/13   | 8/11   | 9/9    | 10/9   | 11/7   | 12/7   | 1647/1/6  |            |
| 1647年 | 丁亥 | 監國魯二年 | 癸卯小 | 壬申大 | 壬寅大 | 壬申小 | 辛丑小 | 庚午大 | 庚子小 | 己巳小 | 戊戌大 | 戊辰小 | 丁酉大 | 丁卯大    |            |
| 1647年 | 丁亥 | 監國魯二年 | 2/5    | 3/6    | 4/5    | 5/5    | 6/3    | 7/2    | 8/1    | 8/30   | 9/28   | 10/28  | 11/26  | 12/26     |            |
| 1648年 | 戊子 | 監國魯三年 | 丁酉小 | 丙寅大 | 丙申大 | 乙未大 | 乙丑小 | 甲午大 | 甲子小 | 癸巳小 | 壬戌大 | 壬辰小 | 辛酉大 | 辛卯大    | 三丙寅小   |
| 1648年 | 戊子 | 監國魯三年 | 1/25   | 2/23   | 3/24   | 5/22   | 6/21   | 7/20   | 8/19   | 9/17   | 10/16  | 11/15  | 12/14  | 1649/1/13 | 4/23       |
| 1649年 | 己丑 | 監國魯四年 | 辛酉小 | 庚寅大 | 庚申小 | 己丑大 | 己未大 | 己丑小 | 戊午大 | 戊子小 | 丁巳小 | 丙戌大 | 丙辰小 | 乙酉大    |            |
| 1649年 | 己丑 | 監國魯四年 | 2/12   | 3/13   | 4/12   | 5/11   | 6/10   | 7/10   | 8/8    | 9/7    | 10/6   | 11/4   | 12/4   | 1650/1/2  |            |
| 1650年 | 庚寅 | 監國魯五年 | 乙卯小 | 甲申大 | 甲寅大 | 甲申小 | 癸丑大 | 癸未小 | 壬子大 | 壬午大 | 壬子小 | 辛巳大 | 辛亥小 | 己酉大    | 十一庚辰小 |
| 1650年 | 庚寅 | 監國魯五年 | 2/1    | 3/2    | 4/1    | 5/1    | 5/30   | 6/29   | 7/28   | 8/27   | 9/26   | 10/25  | 11/24  | 1651/1/21 | 12/23      |
| 1651年 | 辛卯 | 監國魯六年 | 己卯小 | 戊申大 | 戊寅小 | 丁未大 | 丁丑小 | 丙午大 | 丙子大 | 丙午小 | 乙亥大 | 乙巳大 | 乙亥小 | 甲辰小    |            |
| 1651年 | 辛卯 | 監國魯六年 | 2/20   | 3/21   | 4/20   | 5/19   | 6/18   | 7/17   | 8/16   | 9/15   | 10/14  | 11/13  | 12/13  | 1652/1/11 |            |
| 1652年 | 壬辰 | 監國魯七年 | 癸酉大 | 癸卯小 | 壬申大 | 壬寅小 | 辛未大 | 辛丑小 | 庚午大 | 庚子小 | 己巳大 | 己亥大 | 己巳大 | 己亥小    |            |
| 1652年 | 壬辰 | 監國魯七年 | 2/9    | 3/10   | 4/8    | 5/8    | 6/6    | 7/6    | 8/4    | 9/3    | 10/2   | 11/1   | 12/1   | 12/31     |            |
| 1653年 | 癸巳 | 監國魯八年 | 戊辰大 | 戊戌小 |        |        |        |        |        |        |        |        |        |           |            |
| 1653年 | 癸巳 | 監國魯八年 | 1/29   | 2/28   |        |        |        |        |        |        |        |        |        |           |            |

| 監國魯 | 元年     | 二年     | 三年 | 四年 | 五年 | 六年 | 七年 | 八年 |
| ------ | -------- | -------- | ---- | ---- | ---- | ---- | ---- | ---- |
| 南明   | 隆武二年 | 永曆元年 | 二年 | 三年 | 四年 | 五年 | 六年 | 七年 |
| 清朝   | 顺治三年 | 四年     | 五年 | 六年 | 七年 | 八年 | 九年 | 十年 |

## 同期存在的其他政權年號
- 中國
  - 隆武（1645年－1646年）：南明—紹宗朱聿键之年號
  - 永曆（1647年－1683年）：南明—昭宗朱由榔之年號
  - 東武（1648年）：南明—淮王朱常清之年號
  - 定武（1646年－1664年）：南明—韓王朱本鉉（朱亶塉）之年號（存疑）
  - 大順（1644年－1646年）：大西—張獻忠之年號
  - 顺治（1644年－1661年）：清朝—世祖福臨之年號
  - 中興（1647年）：清朝時期—蔣爾恂之年號
  - 天正（1648年）：清朝時期—朱鴻基之年號
- 日本
  - 正保（1644年－1648年）：後光明天皇之年號
  - 慶安（1648年－1651年）：後光明天皇之年號
  - 承應（1652年－1655年）：後光明天皇、後西天皇之年號
- 越南
  - 福泰（1643年－1649年）：後黎朝—真宗黎維祐之年號
  - 慶德（1649年－1653年）：後黎朝—神宗黎維祺之年號
  - 盛德（1653年－1658年）：後黎朝—神宗黎維祺之年號

## 參看
- 明朝藩王列表 (魯王系)
- 中國年號索引
- 明朝年號列表

## 深入閱讀
- 李崇智. . 北京: 中華書局. 2004年12月. ISBN 7101025129.
- 鄧洪波. . 臺北: 國立臺灣大學東亞經典與文化研究計劃. 2005年3月  [2021-11-06]. ISBN 9789860005189. （原始内容 (pdf)存档于2007-08-25）.
- 錢海岳. . 北京: 中華書局. 2006年5月. ISBN 7101044298.
- 劉玉東. . 中國日曆.   [2022-07-01]. （原始内容存档于2022-06-29）.

| 前一年號： 弘光 | 明朝年號 監國魯 | 下一年號： 永曆 |